# Geodorum esquirolei
Geodorum esquirolei är en orkidéart som beskrevs av Rudolf Schlechter. Geodorum esquirolei ingår i släktet Geodorum och familjen orkidéer. Inga underarter finns listade i Catalogue of Life.